# Mercy, Mercy, Mercy! Live at the Club
Mercy, Mercy, Mercy! Live at the Club è il nono album live di Julian Cannonball Adderley, pubblicato dalla Capitol Records nel 1966.

## Descrizione
Le note del disco originale in vinile indicano che le registrazioni si svolsero dal vivo al "The Club" ("Club De Lisa") situato in State Street a Chicago in Illinois, la data di registrazione secondo quanto riportato dal catalogo cronologico delle sessions del sassofonista è indicata come luglio del 1966. Nel CD del 1995, pur avendo gli stessi brani (anche se in ordine numerico diverso) la recensione spiega che il titolo della copertina è una bufala voluta da Adderley per pubblicizzare un locale di un suo amico di Chicago (appunto il "The Club") ma, sempre secondo l'articolo la registrazione si sarebbe svolta a Los Angeles (California) negli studi della Capitol Records per l'occasione trasformato in un club con tanto di pubblico anche la data è differente in quanto è indicata come 20 ottobre 1966, tuttavia di questa session nel catalogo non c'è traccia.

## Tracce

### Lato A
1. Introduction – 0:07
2. Fun – 7:33 (Nat Adderley)
3. Games – 8:03 (Joe Zawinul)
4. Mercy, Mercy, Mercy – 5:07 (Joe Zawinul)

### Lato B
1. Sticks – 3:53 (Julian Cannonball Adderley)
2. Hippodelphia – 5:43 (Joe Zawinul)
3. Sack O'Woe – 10:45 (Julian Cannonball Adderley)

### CD del 1995, pubblicato dalla Capitol Records
1. Fun – 8:26 (Nat Adderley)
2. Games – 7:19 (Nat Adderley)
3. Mercy, Mercy, Mercy – 5:10 (Joe Zawinul)
4. Sticks – 3:54 (Julian Cannonball Adderley)
5. Hippodelphia – 5:49 (Joe Zawinul)
6. Sack O'Woe – 10:29 (Julian Cannonball Adderley)

Durata totale: 41:07

## Musicisti

### Cannonball Adderley Quintet
- Julian Cannonball Adderley – sassofono alto
- Nat Adderley – cornetta
- Joe Zawinul – pianoforte, pianoforte elettrico
- Victor Gaskin – contrabbasso
- Roy McCurdy – batteria